# Helichrysum tanaiticum
Helichrysum tanaiticum là một loài thực vật có hoa trong họ Cúc. Loài này được P.A.Smirn. mô tả khoa học đầu tiên năm 1940.